# Nouriel Roubini
Nouriel Roubini (n. 29 martie 1958, Istanbul, Turcia) este un economist american și profesor universitar al Școlii de Afaceri Stern (în engleză Leonard N. Stern School of Business) din cadrul Universității din New York care a prezis Criza economică mondială din 2007–2010 încă din anul 2005.

## Biografie
Nouriel Roubini s-a născut în Istanbul (Turcia), într-o familie de origine evreiască, iar la vârsta de 2 ani familia sa s-a stabilit la Teheran (Iran). Între anii 1962 și 1983 a locuit în Italia, unde a urmat studii economice la Universitatea Bocconi din Milano și apoi s-a mutat în SUA, unde a obținut doctoratul în economie internațională la Harvard în 1988. Are cetățenie americană și vorbește patru limbi: ebraică, persană, italiană și engleză.
Într-un interviu din 2009 acordat revistei Time, întrebat despre cea mai bună învestiție a sa, a declarat: 
„Cred că investiția în educația mea a fost esențială, deși a fost mai degrabă o investiție în timp decât în bani.”
(I think investing in a good education has been key for me, although the investment was more in time than money.)

## Cariera
O bună parte din anii '90 a fost cercetător și a predat la Universitatea Yale, iar apoi a lucrat, în New York, la FMI, Sistemul Federal de Rezerve al Statelor Unite ale Americii, Banca Mondială și Bank of Israel.
În 1998 a lucrat în Consiliul economic de la Casa Albă, în timpul  administrației Clinton, iar apoi la Departamentul de Finanțe al SUA.
În prezent este profesor universitar al Școlii de Afaceri Stern (în engleză Leonard N. Stern School of Business) din cadrul Universității din New York.

## Predicții
În martie 2012, Nouriel Roubini a prezis că Portugalia va fi următorul stat după Grecia care va restructura datoriile și va fi nevoit, la fel ca statul elen, să părăsească zona euro.